# Mouhamadou Gueye

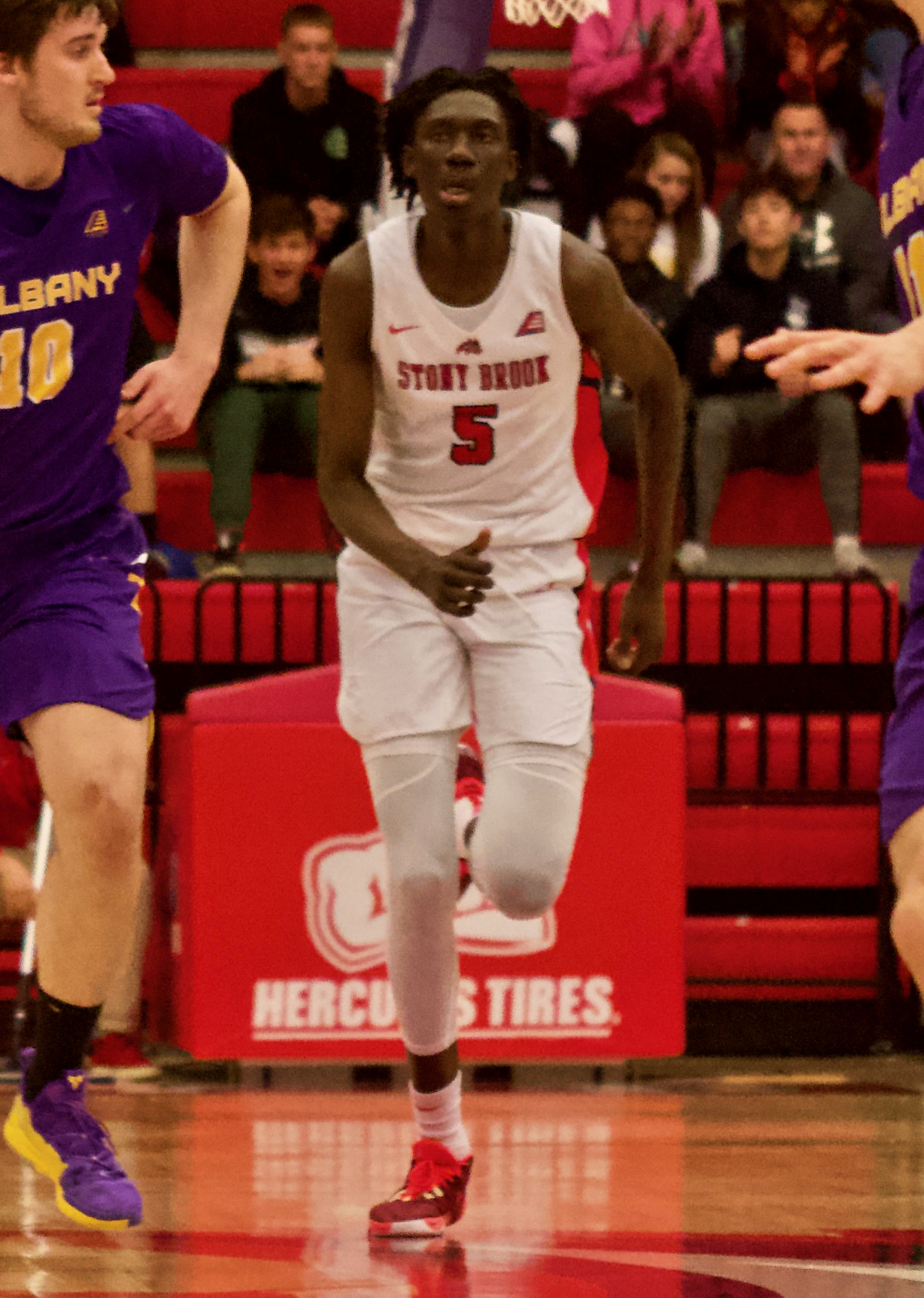
Mouhamadou Gueye, 2020.

Mouhamadou Gueye, född 6 juli 1998 i Staten Island i New York, är en amerikansk professionell basketspelare (SF/PF) som spelar för Toronto Raptors i National Basketball Association (NBA).
Han blev aldrig NBA-draftad.
Innan Gueye blev proffs studerade han först vid Monroe College och spelade för deras idrottsförening Monroe College Mustangs. Gueye blev senare överförd till Stony Brook University för spel i Stony Brook Seawolves. Inför hans sista universitetsår blev han flyttad igen och den här gången till University of Pittsburgh i syfte att få spela för Pittsburgh Panthers.